# Полиньи (Верхние Альпы)
Полиньи́ (фр. Poligny, окс. Polinhí) — коммуна во Франции, находится в регионе Прованс — Альпы — Лазурный Берег. Департамент коммуны — Верхние Альпы. Входит в состав кантона Сен-Бонне-ан-Шансор. Округ коммуны — Гап.
Код INSEE коммуны — 05104.

## Население
Население коммуны на 2008 год составляло 305 человек.
| 1962 | 1968 | 1975 | 1982 | 1990 | 1999 | 2008 |
| ---- | ---- | ---- | ---- | ---- | ---- | ---- |
| 254  | 262  | 232  | 219  | 237  | 230  | 305  |

## Экономика
Основу экономики составляет сельское хозяйство.
В 2007 году среди 182 человек в трудоспособном возрасте (15—64 лет) 129 были экономически активными, 53 — неактивными (показатель активности — 70,9 %, в 1999 году было 65,4 %). Из 129 активных работали 122 человека (67 мужчин и 55 женщин), безработных было 7 (2 мужчин и 5 женщин). Среди 53 неактивных 19 человек были учениками или студентами, 16 — пенсионерами, 18 были неактивными по другим причинам.

## Фотогалерея

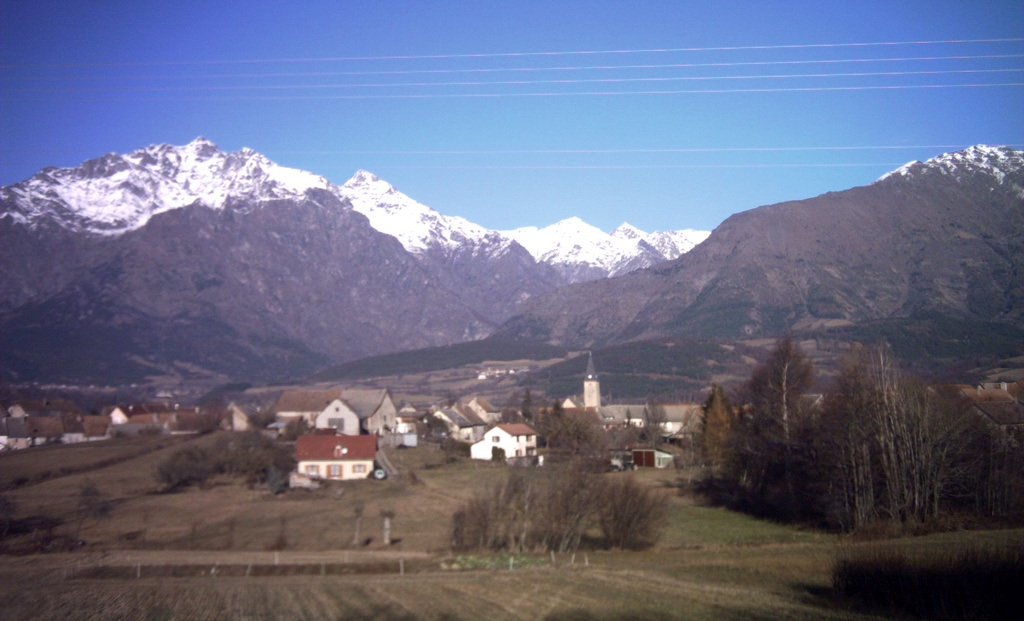
Полиньи
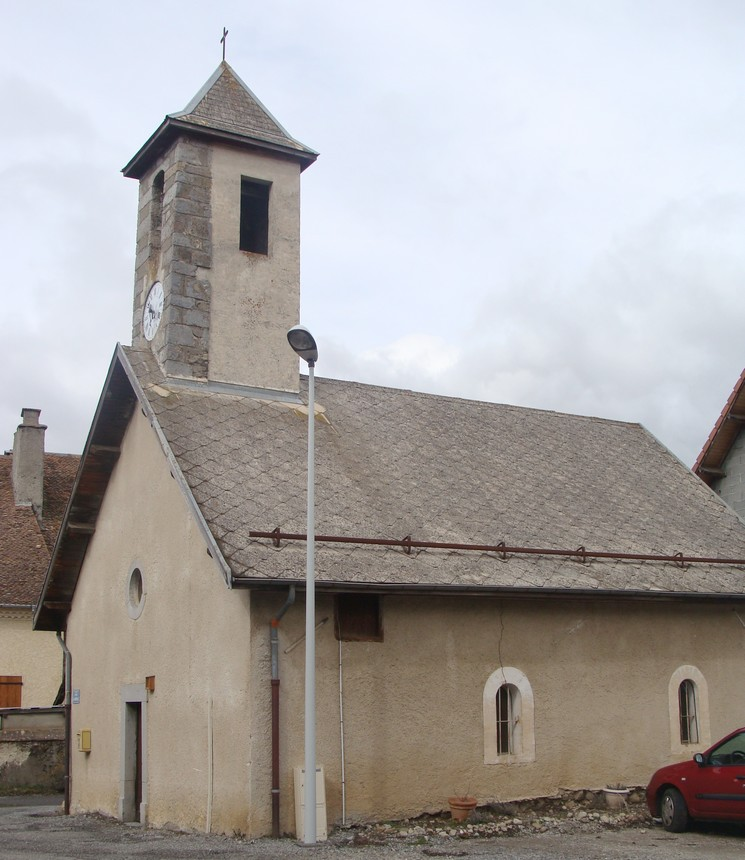
Часовня
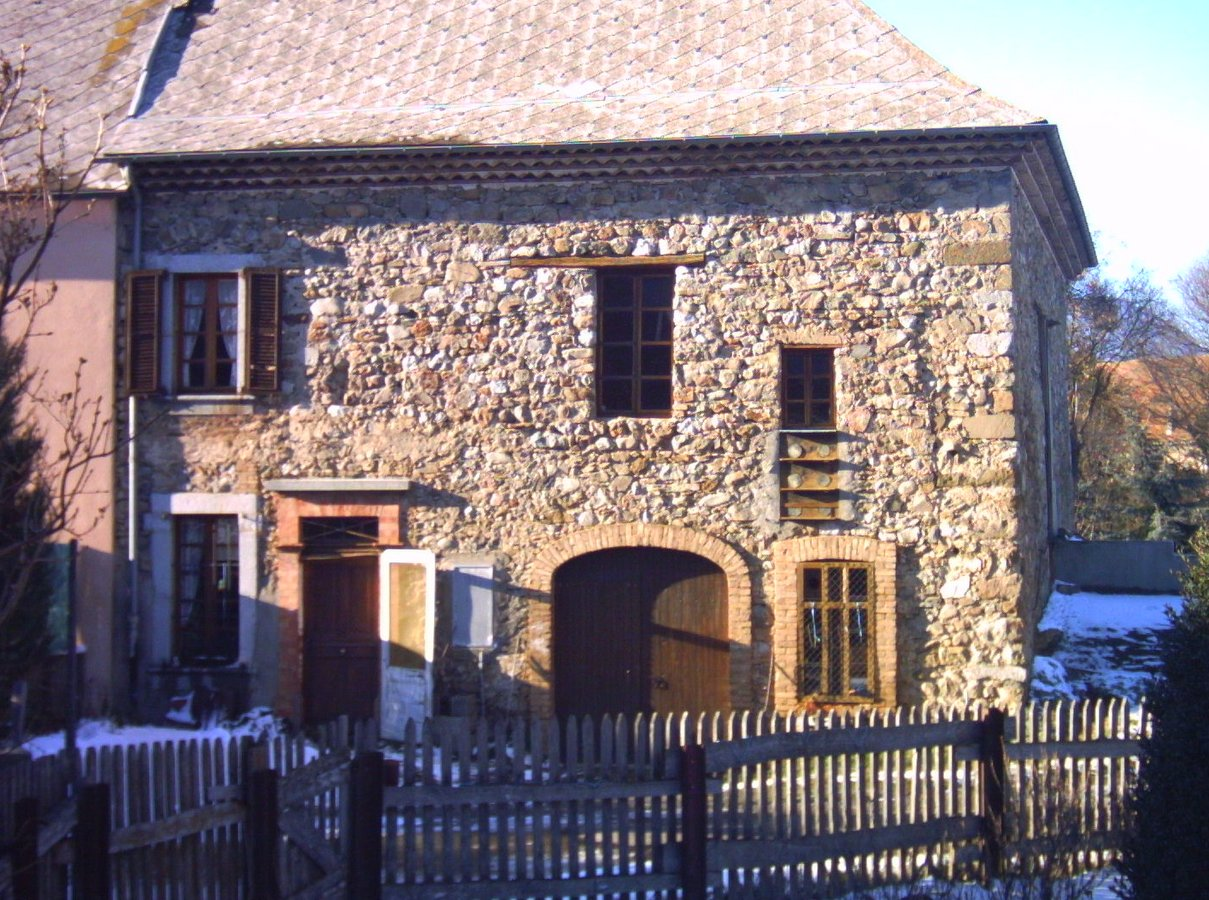
Традиционный деревенский дом
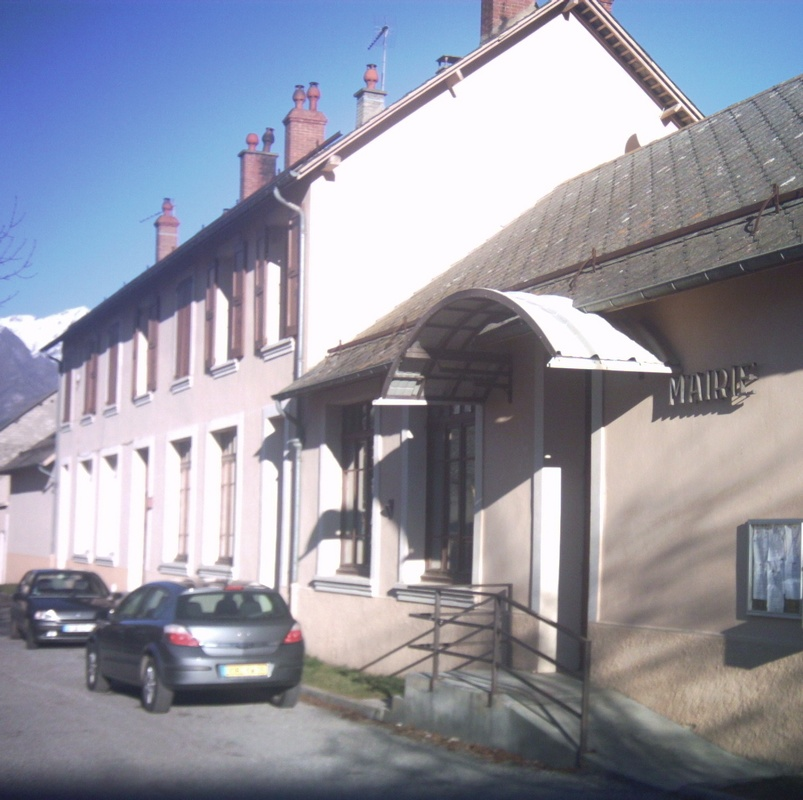
Мэрия и школа